# Llinatge Mahavansa
El llinatge Mahavansa o Mahawansa (la gran dinastia) fou el nom que es va donar a la dinastia singalesa entre la seva fundació (suposadament el 543 aC) i el segle iv (fins al regnat del rei Mahasena, originalment datat de 334-361 però avui recalculat a 277-304). El llibre del Mahavansa narra la història d'aquest llinatge fins al rei Mahasena.
Després dels reis esmentats pel llibre Mahavansa s'obre l'anomenada baixa dinastia o Sulavansa (Sulawansa).